# Rete tranviaria di Samara
La rete tranviaria di Samara è la rete tranviaria che serve l'omonima città russa.